# Scherzo
En scherzo (flertal: scherzoer) er et stykke musik, ofte en instrumental sats i et større værk, f.eks. en symfoni eller en sonate. Den præcise definition på en scherzo har ændret sig med tiden, men oftest betyder ordet en sats i tredelt takt, som afløste menuetten som tredjesats i et musikalsk værk i fire satser (f.eks. symfoni, sonate eller strygekvartet). En scherzo kan også være et livligt, humoristisk stykke, der både kan være et selvstændigt værk eller en del af et større værk. Ordet ’scherzo’ betyder “spøg” på italiensk. Betegnelsen ’scherzando’ (”spøgende”) anvendes i musikalsk notation til at angive, at en passage skal spilles muntert.

## Oprindelse
I Barokken blev betegnelsen ’scherzo’ brugt om både vokal- og instrumentalværker, eksempelvis Claudio Monteverdis Scherzi musicali (1607), Antonio Brunellis Scherzi, Arie, Canzonette e Madrigale (1616) for vokal og instrumenter, Johann Schenks Scherzi musicale (14 suiter for gambe og basso continuo) samt scherzoen i Johann Sebastian Bachs Partita nr. 3 for cembalo.
Scherzoen udvikledes fra menuetten og afløste den gradvist som den tredje (nogle gange anden) sats i symfonier, strygekvartetter, sonater og lignende værker. Scherzoen har typisk tredelt takt og ABA-form ligesom menuetten, men har oftest et hurtigere tempo. Udtrykket er som regel – men ikke altid – muntert.

## Form
I sig selv er scherzoen på afrundet todelt form (A-B-A’; ikke at forveksle med tredelt form (A-B-A), hvori B-stykket udgør en tydelig kontrast til A-stykket); men oftest gentages scherzo-delen efter trioen, hvilket giver den tredelte form (A-B-A, med trioen som B-stykke). Dette mønster kan gentages en eller flere gange (A-B-A-B-A). B-stykket (trioen) er et kontraststykke, som trods betegnelsen godt kan være for flere end tre instrumenter, som det f.eks. var tilfældet med den anden menuet i de klassiske suiter (den første Brandenburgerkoncert rummer et berømt eksempel herpå).

## Teknik
En teknik, som nogle scherzoer gør brug af, er transponering af en gentaget passage. I anden sats af Beethovens Klaversonate opus 27, nr. 2, også kendt som Måneskinssonaten, spilles de første fire takter i dominanten (As-dur). De følgende fire takter er en gentagelse af de første fire, men transponeret en kvart op til tonika (Des-dur). Dette skaber en illusion af, at satsen begynder i den “forkerte” toneart for så at blive rettet, ved at den første passage transponeres.

## Eksempler på scherzoer
Der findes eksempler på scherzoer, der på forskellig vis afviger fra den traditionelle opbygning:
- En del scherzoer følger ikke den sædvanlige tredelte form, såsom scherzoen i Beethovens Klaversonate nr. 18. Denne scherzo mangler en trio. Sonaten i sig selv er også usædvanlig på den måde, at scherzoen er efterfulgt af en menuetsats (med trio); de fleste sonater har enten en scherzo- eller menuetsats, men ikke begge dele. Forskere har søgt at forklare denne usædvanlighed ved at regne scherzoen for den langsomme sats i sonaten (selvom scherzoen plejer at være en hurtig sats); dermed ville den traditionelle sonatestruktur med fire satser (som Beethoven havde for vane at bruge, især i sine første sonater) være overholdt.
- Joseph Haydn komponerede menuetter, der ligger tæt op ad scherzoen hvad angår melodi, men det var Ludwig van Beethoven og Franz Schubert, der som de første benyttede scherzoen i større udstrækning; især Beethoven ændrede menuettens lette rytmer til en langt mere intens – til tider endda voldsom – dans.
- Størstedelen af scherzoerne i Beethovens symfonier (men ikke i hans sonater), såsom hans sjette i F-dur (opus 68), rummer to trioer. Den anden trio er ofte varieret i forhold til den første; og scherzo-delen, der som regel gentages efter trioen, er efter den anden trio ofte forkortet til en slags coda.

Scherzoen forblev en standardsats i symfonier og beslægtede værker op gennem 1800-tallet. Komponister begyndte også at dyrke den som en selvstændig genre.
- Af Frédéric Chopins fire scherzoer for klaver er de første tre mørke og dramatiske, hvilket ikke ligefrem passer med betydningen af ordet ’scherzo’ (“spøg”). Robert Schumann bemærkede følgende om dem: “Hvordan skal ‘alvor’ gå klædt, når ‘spøg’ går med sort slør?”[4]
- Johannes Brahms kaldte scherzoen i sin Klaverkoncert nr. 2 i B-dur “en lille splejs af en scherzo” – dog kun ironisk, eftersom den er lang og stormfuld.

En urelateret brug af ordet ‘scherzo’ er om renæssancemusikkens madrigaler, som ofte blev kaldt ‘scherzi musicali’. F.eks. komponerede Claudio Monteverdi to sæt scherzi musicali, det første i 1607 og det andet i 1632.